# Ouda (Burkina Faso)
Pour les articles homonymes, voir Ouda (homonymie).
Ouda est une commune rurale située dans le département de Bindé de la province du Zoundwéogo dans la région du Centre-Sud au Burkina Faso.

## Santé et éducation
Le centre de soins le plus proche d'Ouda est le centre de santé et de promotion sociale (CSPS) de Kaïbo-Centre tandis que le centre médical (CMA) le plus proche se trouve à Manga.